# جيمس دبليو. بلامر
جيمس دبليو. بلامر (بالإنجليزية: James W. Plummer)‏ هو مهندس فضاء جوي ومهندس أمريكي، ولد في 29 يناير 1920 في أيداهو سبرينغز في الولايات المتحدة، وتوفي في 16 يناير 2013 في ميدفورد في الولايات المتحدة.